# 찰리 프라이드
찰리 프랭크 프라이드(Charley Frank Pride, 1934년 3월 18일 ~ 2020년 12월 12일)는 미국의 가수·기타 연주자·프로 야구 선수이다. 1950년대에는 니그로 리그 베이스볼과 마이너 리그 야구 선수로 활동했다. 기타는 14살 때부터 독학을 했었으며 야구 선수 시절부터 음악 활동을 같이 하다가 1960년대에 본격적으로 음반을 만들었다. 1966년부터 1987년까지의 음반 활동 동안 빌보드 핫 컨트리 송스 상위 10위에 52차례 올랐으며, 그 중 30차례는 1위를 차지했다.
코로나19 범유행중인 2020년 12월 12일 코로나19에 의한 합병증으로 사망했다.